# Grand Guignol

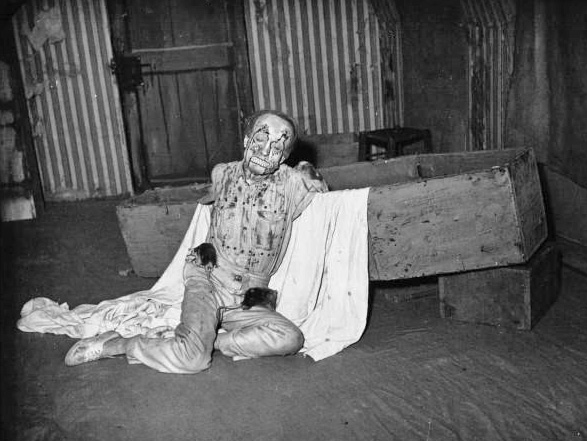
Série sur le Grand guignol : scène

Théâtre du Grand-Guignol,  conhecido como o Grand Guignol, foi um teatro na região do Pigalle em Paris (situado na rue Chaptal, número 20 bis). Desde a sua inauguração em 1897 até à data do seu encerramento em 1962, especializou-se em espectáculos de horror naturalista com peças de teatro com histórias macabras e sangrentas. O termo é geralmente utilizado para descrever um tipo concreto e bem determinado de entretenimento de horror gráfico e amoral.